# Eleição municipal de Ribeirão Preto em 1988
A Eleição municipal de Ribeirão Preto ocorreu no dia 15 de novembro de 1988, para a eleição de um prefeito, um vice-prefeito e mais 21 vereadores. O prefeito João Gilberto Sampaio (PMDB) terminara seu mandato em 1º de janeiro do ano seguinte.
Venceu a disputa eleitoral Welson Gasparini (PDC), governando a cidade pelo período de 1º de janeiro de 1989 a 31 de dezembro de 1992.

## Candidatos
| Candidato(a)                   | Partido | Nº | Coligação                            |
| ------------------------------ | ------- | -- | ------------------------------------ |
| Antônio Duarte Nogueira        | PTB     | 14 |                                      |
| Flávio Condeixa Favaretto      | PMDB    | 15 |                                      |
| João Cunha                     | PDT     | 12 | PDT, PSDB, PCB, PCdoB                |
| Manoel Eduardo Tavares Pereira | PV      | 43 |                                      |
| Paulo Tupinambá                | PT      | 13 |                                      |
| Welson Gasparini               | PDC     | 17 | Frente Liberal Cristã (PDC, PFL, PL) |

## Resultados

### Poder Executivo
| Candidato(a)                         | Vice                    | Turno único 15 de novembro de 1988 | Turno único 15 de novembro de 1988 |
| Candidato(a)                         | Vice                    | Votação                            | Votação                            |
|                                      |                         | Total                              | Porcentagem                        |
| ------------------------------------ | ----------------------- | ---------------------------------- | ---------------------------------- |
| Welson Gasparini (PDC)               | Faustino Jarruche (PFL) | 85.731                             | 44,75%                             |
| João Cunha (PDT)                     |                         | 29.800                             | 15,56%                             |
| Antônio Duarte Nogueira (PTB)        |                         | 28.585                             | 14,92%                             |
| Flávio Condeixa Favaretto (PMDB)     |                         | 27.185                             | 14,19%                             |
| Paulo Tupinambá (PT)                 |                         | 17.756                             | 9,27%                              |
| Manoel Eduardo Tavares Ferreira (PV) |                         | 2.518                              | 1,31%                              |
| Total de votos válidos               | Total de votos válidos  | 191.575                            | 84,92%                             |
| Votos em branco                      | Votos em branco         | 13.221                             | 6,23%                              |
| Votos nulos                          | Votos nulos             | 7.397                              | 3,49%                              |
| Total                                | Total                   | 212.193                            | 94,06%                             |
| Abstenções                           | Abstenções              | 13.392                             | 5,94%                              |
| Total de eleitores                   | Total de eleitores      | 225.585                            | 100%                               |

### Poder Legislativo
Representação eleita
  PFL: 4
  PMDB: 4
  PDC: 4
  PTB: 4
  PSB: 2
  PT: 1
  PDS: 1
  PCB: 1

Fonteː
| Nome do eleito                   | Partido | Votos | %    |
| -------------------------------- | ------- | ----- | ---- |
| José Nillo Corauci               | PFL     | 8.073 | 3,80 |
| João Gilberto Sampaio Filho      | PMDB    | 5.372 | 2,53 |
| Antonio Carlos Morandini         | PDC     | 4.440 | 2.09 |
| Sebastião Xavier                 | PFL     | 3.942 | 1,86 |
| Antonio Palocci Filho            | PT      | 3.482 | 1,64 |
| Dácio Eduardo Leandro Campos     | PMDB    | 2.651 | 1,25 |
| Justiniano Vicente Seixas        | PDC     | 2.594 | 1,22 |
| Barquet Miguel                   | PFL     | 2.425 | 1,14 |
| Cícero Gomes da Silva            | PTB     | 2.388 | 1,13 |
| Valério Veloni                   | PFL     | 2.256 | 1,06 |
| Osório Carlos do Nascimento      | PDC     | 2.044 | 0,96 |
| Luís Gaetani                     | PMDB    | 1.733 | 0,82 |
| José Divino Ferreira de Souza    | PMDB    | 1.731 | 0,82 |
| Antônio Fernando Magnani         | PDC     | 1.659 | 0,78 |
| Mauro César de Mello             | PTB     | 1.640 | 0,77 |
| Manoel Francisco Câmara          | PTB     | 1.622 | 0,76 |
| Carlos Leopoldo Teixeira Paulino | PSB     | 1.521 | 0,72 |
| Ciro Francisco Marçal            | PTB     | 1.371 | 0,65 |
| Rafael Antonio da Silva          | PDS     | 1.353 | 0,64 |
| Pedro Augusto de Azevedo Marquês | PCB     | 1.197 | 0,56 |
| Walter Gomes de Oliveira         | PSB     | 1.117 | 0,53 |